# Drepanostachyum kurzii
Drepanostachyum kurzii là một loài thực vật có hoa trong họ Hòa thảo. Loài này được (Gamble) Pandey ex D.N.Tewari mô tả khoa học đầu tiên năm 1993.